# Échidna
Pour les articles homonymes, voir Échidna (homonymie).
Dans la mythologie grecque, Échidna (en grec ancien Ἔχιδνα / Ékhidna), moitié femme et moitié serpent, est la mère de nombreux monstres, le plus souvent engendrés avec Typhon.

## Généalogie et étymologie
L’ascendance d’Échidna varie un peu selon les auteurs : généralement considérée comme la fille de Phorcys et Céto, elle est parfois donnée comme fille de Gaïa et de Tartare, ou encore de Styx et d’un certain Piras. Une autre tradition, d'origine orphique, en fait une puissance antique et immortelle, fille du dieu créateur Phanès et sœur de Nyx.
Sa tête, son torse, ses bras sont ceux d'une belle femme. Pour le reste, c'est un énorme et affreux serpent (ἔχιδνα / ékhidna signifie « vipère »), recouvert d'écailles aux couleurs changeantes. Selon certains, elle fut tuée par Argos, le berger aux cent yeux, qui la trouva un jour endormie, et débarrassa ainsi l'Arcadie de ce fléau, mais Hésiode la qualifie de nymphe immortelle et rapporte qu'elle reçut à la naissance le mystérieux et souterrain pays des Arimes comme résidence attitrée et que c'est là qu'elle s'unit à Typhon pour engendrer sa monstrueuse progéniture (Théogonie, v. 304-305).

## Descendance
Échidna est la mère de nombreux monstres de la mythologie grecque, le plus souvent engendrés avec Typhon : Cerbère, les vents malfaisants, la laie de Crommyon, le renard de Teumesse, le Sphinx de Thèbes (et non d'Égypte), l'Hydre de Lerne, la Chimère, Ladon, Orthos, le lion de Némée, le dragon de Colchide et de l'aigle du Caucase.

## Échidna scythe
D'autres légendes, données notamment par Hérodote, et Pomponius Mela, évoquent un monstre non nommé mais semblable à Échidna, et qui est rattaché aux mythes d'Héraclès.
Héraclès, de retour avec les cavales de Diomède, s'endort non loin de l'antre du monstre mi-femme mi-serpent. Celle-ci profite de son sommeil pour s'emparer des juments. À son réveil, Héraclès part à la recherche de ses trophées et finit par retrouver le monstre. Elle lui propose un marché : elle accepte de lui restituer ses juments à la condition qu'il s'offre à elle.
Au moment de leur séparation, elle lui annonce que trois fils naîtront de cette union. Comme elle lui demande que faire d'eux, Héraclès proclame que celui qui saura tendre son arc et attacher son ceinturon comme lui reste auprès d'elle. Les autres devront être chassés. Trois enfants viennent au monde : Agathyrsos (de), Gélonos et Scythès. Scythès sera l'élu et deviendra roi de Scythie.

## Sources
- Pseudo-Apollodore, Bibliothèque [détail des éditions] [lire en ligne] (II, 1, 2 ; II, 3, 1 ; II, 5, 11).
- Hésiode, Théogonie [détail des éditions] [lire en ligne] (v. 295).
- Pausanias, Description de la Grèce [détail des éditions] [lire en ligne] (VIII, 18, 2).